# Coll de Morera
El Coll de Morera és una collada del terme municipal d'Alfara de Carles, a la comarca catalana del Baix Ebre.
Està situat al sud-oest d'Alfara de Carles, bastant allunyat d'aquesta població i més a prop i al nord-oest del Toscar.